# Томас Форд (веслувальник)
Томас Форд (англ. Thomas Ford, нар. 3 жовтня 1992) — британський веслувальник, олімпійський чемпіон 2024 року, бронзовий призер Олімпійських ігор 2020 року, чемпіон світу та Європи.

## Виступи на Олімпіадах
| Олімпіада  | Дисципліна | Місце |
| ---------- | ---------- | ----- |
| Токіо 2020 | вісімки    | 3     |
| Париж 2024 | вісімки    | 1     |

## Зовнішні посилання
- Томас Форд [Архівовано 13 квітня 2021 у Wayback Machine.] на сайті FISA.

1. 1 2  Thomas Ford